# Sverigecupen i alpin skidåkning
Sverigecupen i alpin skidåkning är en serie tävlingar i alpin skidåkning. Tävlingarna arrangeras runtom i Sverige om vintrarna.

### Fotnoter
1. ↑  ”Sverigecupen”. Svenska Skidförbundet. 27 februari 2014. Arkiverad från originalet den 14 augusti 2014. https://web.archive.org/web/20140814175702/http://www.skidor.com/Grenar/Alpint/Tavling/Tavlingar/SverigeCupen/. Läst 14 augusti 2014.